# Lauro Müller
Lauro Severiano Müller (Vila de Itajaí, 8 de novembro de 1863 – Rio de Janeiro, 30 de julho de 1926) foi um militar, engenheiro, político e diplomata brasileiro.

## Antepassados
A família Müller fazia parte do primeiro contingente de imigrantes alemães que se fixou na colônia de São Pedro de Alcântara em 1829. O avô, Johann, de origem camponesa, recebeu um lote colonial, explorado por ele e seus filhos menores; portanto, Lauro Müller era filho de um colono. Mas seu pai, Peter, abandonou a atividade agrícola para trabalhar como embarcadiço nos barcos que faziam a linha Desterro (antigo nome de Florianópolis) - Itajaí. A mãe, Anna Michells, era filha de outro colono da primeira leva de imigrantes, que havia se retirado para Itajaí, onde abriu uma casa comercial. Após seu casamento, Peter Müller mudou-se para Itajaí, onde também ingressou, com o irmão, na atividade comercial — escolha lógica para estabelecer uma casa comercial, pois era o lugar para onde convergia a maior parte da produção agrícola e manufatureira do Vale do Itajaí.

## Juventude
Sua educação foi ministrada pelo professor público Justino José da Silva. Depois frequentou a escola alemã de Itajaí e mais tarde foi aluno do professor alemão Bruno Scharn, em Blumenau, onde morou com seus tios Gertrud Müller e Bernhard Händchen.
Com 14 anos incompletos o pai quis fazê-lo agrimensor, mas ele preferiu seguir para o Rio de Janeiro por causa da presença ali de um tio, onde se empregou numa casa de ferragens na Rua do Teatro. Convivia com os livros nas horas de lazer. Seu tio Leopoldo Riegel, notando-lhe o gosto pelo estudo, matriculou-o no Liceu de Humanidade de Niterói. 

## Carreira militar
Em 28 de fevereiro de 1882, matriculou-se na Escola Militar da Praia Vermelha. Estudou engenharia e formou-se alferes em 1885. Foi sucessivamente promovido a segundo-tenente em 1889, primeiro-tenente em 1890, major em 1900, tenente-coronel em 1906, coronel em 1912, general de brigada em 1914 e general de divisão em 1921.

## Vida familiar
Casou-se em 11 de maio de 1893 com Luiza Henriqueta Ferreira de Andrade, carioca, filha de Antônio Pedro de Andrade (português da Ilha da Madeira). Tiveram três filhos: Laura, nascida em 12 de fevereiro de 1894; Lauro, nascido em 3 de abril de 1896 e Antônio Pedro, nascido em 30 de maio de 1898.

## Carreira política

### Benjamin Constant e a República
Promovido a tenente engenheiro militar em 1889, aderiu então às ideias republicanas de um dos seus professores na Escola Militar da Praia Vermelha, Benjamin Constant. Servia como ajudante-de-ordens do marechal Deodoro da Fonseca por ocasião da Proclamação da República, e por indicação de Constant foi nomeado governador provisório da província transformada em Estado de Santa Catarina. 
Sua administração, embora curta, foi extremamente hábil e proveitosa. Não demitiu ninguém e, sem traumatismos, fez adaptarem-se ao novo regime todos os serviços públicos.

### Maçonaria
Em 14 de março de 1888, é iniciado maçom na Loja Maçônica Grande Oriente do Brasil onde o movimento republicano era muito forte.

### Rio de Janeiro
Renunciou ao mandato de governador de Santa Catarina para, em 24 de agosto de 1890, retornar ao Rio de Janeiro a fim de assumir o cargo de deputado da Assembleia Nacional Constituinte. Foi ele quem, na sessão de 22 de dezembro de 1890 da Câmara Federal, apresentou uma indicação, subscrita por 80 deputados, para a inclusão da mudança da Capital Federal para o Planalto Central, onde o governo mandaria demarcar 400 léguas quadradas para o Distrito Federal.
Cumpriu três mandatos de deputado federal, de 1891 a 1899, e outros cinco de senador, até 1923.

### Revolução Federalista
Em 10 de novembro de 1891 reassumiu o governo de Santa Catarina onde já atuavam as forças que resultaram na Revolução Federalista. Teve que renunciar ainda no mesmo mês, em 28 de novembro de 1891. Na realidade, estava sendo deposto pelos federalistas em potencial, e teve de se ocultar, a fim de não sofrer violências. Em 1893, no auge da revolução, combateu a mesma junto com Hercílio Luz e Felipe Schmidt. Retomada a capital de Santa Catarina, em 17 de abril de 1893, pelas forças legais da república, inaugurou o governo republicano em Santa Catarina tomando os rumos de sua política até falecer.

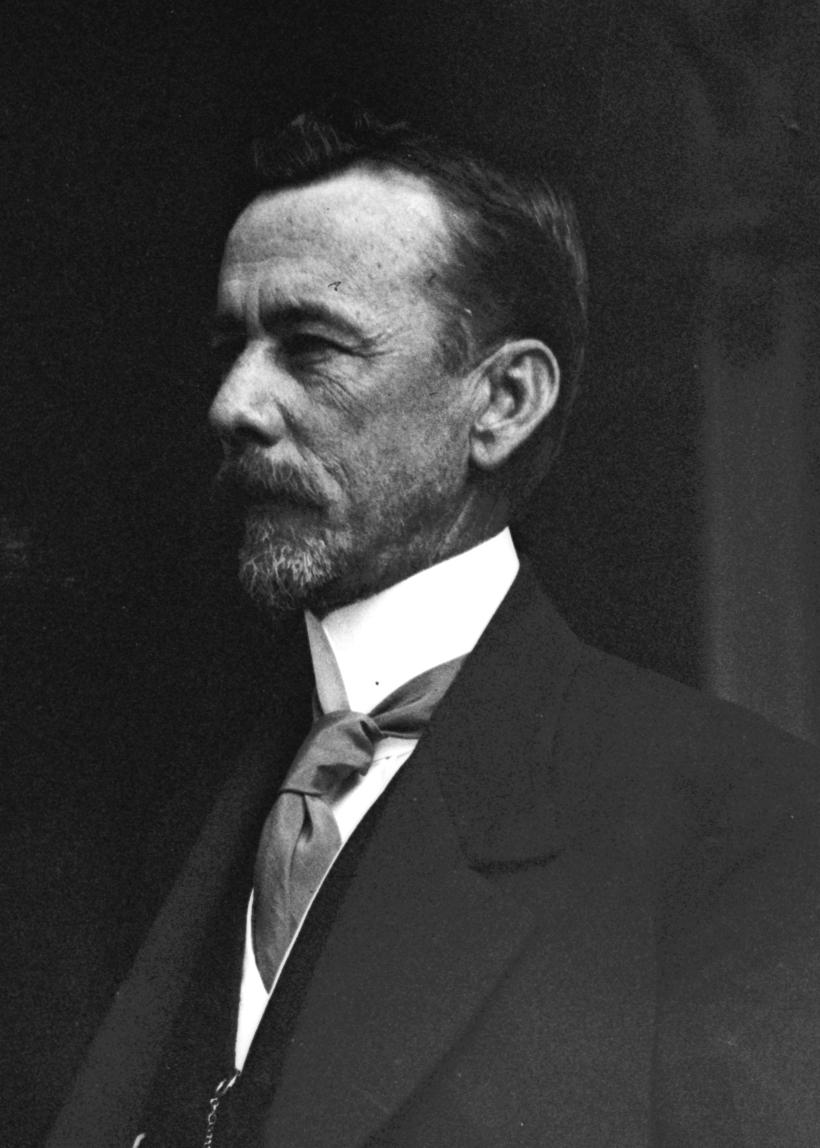
Lauro Müller nos Estados Unidos

### Ministério
Em 1902, na presidência de Rodrigues Alves, assumiu o cargo de Ministro da Indústria, Viação e Obras Públicas. Tornou-se popular por algumas obras, como a construção da Avenida Central, hoje Avenida Rio Branco, e os melhoramentos do porto do Rio de Janeiro.

### Chanceler
De 1913 a 1917, na presidência de Hermes da Fonseca e depois de Venceslau Brás, foi ministro das Relações Exteriores onde defendeu a integração das nações sul-americanas e mais tarde, a neutralidade brasileira durante a Primeira Guerra Mundial. Pressionado pela imprensa alertando contra o "perigo alemão" e os discursos inflamados de Rui Barbosa, foi obrigado a renunciar por causa de suas origens germânicas.
Quando ocupando a posição de Chanceler recebeu o título de Doutor Honoris Causa pela Universidade de Harvard.

### Academia Brasileira de Letras
Em 1917, sua popularidade como homem público e orador emérito, e o reconhecimento como homem de cultura lhe proporcionaram a eleição para a vaga como membro da Academia Brasileira de Letras com a morte do acadêmico Barão do Rio Branco.

### Hercílio Luz
Em 1918, voltaria a se eleger governador de Santa Catarina, dentro da composição política para manter as forças republicanas no estado. Sendo eleito pelo voto direto, no entanto, renunciou, possibilitando a ascensão de Hercílio Luz como governador, já que o mesmo era seu adversário no próprio partido e a segunda maior força política catarinense. Fez-se constar em ata que Lauro Müller não assumiu porque deixou de prestar juramento ao cargo por não haver comparecido. 
Voltou ao senado até 1923.
Faleceu no Rio de Janeiro no dia 30 de julho de 1926. Encontra-se sepultado no Cemitério de São João Batista, em Botafogo, zona sul da capital fluminense.

## Obras
- A Liga de Defesa Nacional;
- Os ideais republicanos (1912);
- Saudação a Hélio Lobo (1919).